# Dolmen von Castellruf
Der 1955 ausgegrabene, fundlos gebliebene Dolmen von Castellruf (auch Dolmen von Castell Ruf) südöstlich von Santa Maria de Martorelles in der Comarca Vallès Oriental in der Provinz Barcelona in Spanien, ist eine zwischen 2200 und 1800 v. Chr. errichtete Steinkiste. Der Castelluf ist ein 459 m hoher Hügel in Santa Maria de Martorelles.
Die vier Tragsteine der polygonalen etwa 1,6 m langen, 1,4 m breiten und 0,95 m hohen Steinkiste bestehen aus großen unförmigen Blöcken. Sie hat zwei etwa dreieckige Deckenplatten, von denen die nördliche aufliegt. Der Rundhügel hat etwa 7,0 m Durchmesser. Die Steinkiste ragt etwa 0,5 m aus dem Hügel.
In der Nähe liegen der Dolmen von Can Gurri und der Menhir von Castellruf.